# Terry Flanagan
Terry Flanagan (Mánchester, Inglaterra, 11 de junio de 1989) es un boxeador británico. Ha sido campeón ligero de la OMB entre 2015 y 2017, convirtiéndose en el primer inglés en ganar un título mundial en esa categoría. Flanagan también ostentó el título de peso ligero británico en 2014, y ganó el torneo Prizefighter en 2012.

## Carrera profesional

### Campeón ligero de la OMB

#### Flanagan vs. Zepeda
Después de reclamar el título europeo de la OMB, Flanagan dio un paso adelante para desafiar al invicto estadounidense José Zepeda (23-0, 20 KOs) por el título vacante de peso ligero de la OMB. El título fue dejado vacante por Terence Crawford, después de que este subiera de categoría. La pelea tuvo lugar en el Velódromo de Mánchester el 11 de julio de 2015. Flanagan consiguió una victoria temprana por decisión técnica. Zepeda sostuvo lo que parecía una dislocación en el hombro debido al choque de brazos y no pudo continuar, retirándose en su banqueta después de la segunda ronda. A pesar de que la pelea terminó temprano, Flanagan admitió que estaba molesto con la pelea que terminaba después de solo seis minutos de acción y habló sobre una revancha para demostrar que es el mejor boxeador. Él le dijo a Boxnation, "Quiero demostrar que soy el mejor boxeador. Ahora que soy campeón mundial puedo comenzar a creer en mí mismo. Levantar un título mundial es irreal".

#### Flanagan vs Cruz
El 27 de octubre de 2016, se anunció que Flanagan defendería su título de la OMB contra el exretador mundial de 35 años Orlando Cruz (25-4-1, 13 KOs) en el Motorpoint Arena en Cardiff el 26 de noviembre. Una tarjeta promovida por Frank Warren que también presentaría la primera defensa del título de Billy Joe Saunders contra Artur Akavov. Cruz no se convirtió en el primer campeón mundial abiertamente gay del boxeo después de sufrir una derrota por nocaut ante Orlando Salido por el título vacante de la OMB pluma en 2013. Esta fue la cuarta defensa del título de Flanagan. Con una defensa exitosa, Flanagan estaría en camino a una futura lucha de unificación contra el ganador de la revancha entre Anthony Crolla y Jorge Linares. Flanagan habló de la pelea alegando que Cruz es un peleador peligroso, pero que estaría buscando retener su título a través del paro. Flanagan derribó a Cruz dos veces en el octavo asalto, el segundo de los cuales llegó tras una derecha, lo que provocó que el árbitro Steve Gray detuviera la pelea a los 43 segundos del asalto. Flanagan había dominado durante toda la pelea hasta el final.

#### Flanagan vs Petrov
En una conferencia de prensa el 23 de enero de 2017, Frank Warren anunció que Flanagan haría su quinta defensa de su título mundial OMB contra el exretador mundial superligero Petr Petrov (38-4-2, 19 nocauts) el 8 de abril de 2017 en el Manchester Arena en Mánchester. Esta sería la primera vez desde octubre de 2015 que Flanagan pelearía en su ciudad natal. La pelea fue a la distancia y Flanagan ganó por decisión unánime. Un juez anotó la pelea a un cierre de 116-112, mientras que los otros dos tenían amplios márgenes de 118-110 y 120-108. Muchos medios de comunicación, entre ellos ESPN, creían que las puntuaciones más amplias eran injustas e irrespetuosas para Petrov, a pesar de que quizás no hizo lo suficiente para ganar la pelea, hizo muchos asaltos cercanos y fue difícil anotar. Flanagan dijo que él y su equipo apuntarían a los grandes nombres como Jorge Linares y Vasyl Lomachenko.

### Peso superligero

#### Flanagan vs. Hooker
El 26 de octubre de 2017, la OMB confirmó que Flanagan había dejado vacante su título de peso ligero para ascender en la división de peso superligero. Al mismo tiempo, Crawford, el entonces campeón de peso superligero de la OMB, había dejado vacante para pasar al peso wélter. Flanagan entró en el ranking de la OMB en el número 1, convirtiéndose en el primero en la fila por el título vacante. Flanagan probablemente desafiaría al titular de NABO Maurice Hooker (23-0-3, 16 KOs) por el título mundial vacante.
El 4 de enero de 2018, Dino Duva de Roc Nation Sports declaró que la pelea entre Flanagan y Hooker tendría lugar el 14 de abril en el Reino Unido. Varias fuentes indicaron que la pelea se llevaría a cabo en el O2 Arena de Londres, con el campeón de peso mediano de la OMB Billy Joe Saunders encabezando la tarjeta. El 20 de marzo, Saunders sufrió una lesión en la mano durante el entrenamiento forzando la cancelación de la tarjeta, sin embargo esa pelea fue reprogramada rápidamente para el 23 de junio de 2018 en la misma arena. Con respecto a Flanagan vs. Hooker, Warren dijo que estaba discutiendo una nueva fecha con Dino Duva, los representantes de Hooker.

## Récord profesional
| 36 Ganadas (14 KOs), 2 Derrotas |        |                    |      |               |            |                                                         |                                                              |
| Res.                            | Récord | Oponente           | Tipo | Asalto        | Fecha      | Localidad                                               | Notas                                                        |
| G                               | 36–2   | Jayro Duran        | PTS  | 8             | 15-11-2019 | Liverpool Olympia, Liverpool                            |                                                              |
| G                               | 35–2   | Michael Ansah      | DQ   | 4 (8), 2:58   | 11-10-2019 | Ulster Hall, Belfast, Irlanda del Norte                 |                                                              |
| G                               | 34–2   | Jonas Segu         | KO   | 5 (8), 0:25   | 12-07-2019 | Olympia, Liverpool, Inglaterra                          |                                                              |
| D                               | 33–2   | Regis Prograis     | UD   | 12            | 27-10-2018 | Lakefront Arena, Nueva Orleans, Luisiana, USA           | Por el título interino de la WBC del peso superligero        |
| D                               | 33–1   | Maurice Hooker     | SD   | 12            | 09-06-2018 | Manchester Arena, Mánchester, Inglaterra                | Por el título mundial vacante de la WBO del peso superligero |
| G                               | 33–0   | Petr Petrov        | UD   | 12            | 08-04-2017 | Manchester Arena, Mánchester, Inglaterra                | Retiene el título mundial de la WBO del peso ligero          |
| G                               | 32–0   | Orlando Cruz       | TKO  | 8 (12), 0:43  | 26-11-2016 | Motorpoint Arena, Cardiff, Gales                        | Retiene el título mundial de la WBO del peso ligero          |
| G                               | 31–0   | Mzonke Fana        | UD   | 12            | 16-07-2016 | Ice Arena, Cardiff, Gales                               | Retiene el título mundial de la WBO del peso ligero          |
| G                               | 30–0   | Derry Mathews      | UD   | 12            | 12-03-2016 | Echo Arena, Liverpool, Inglaterra                       | Retiene el título mundial de la WBO del peso ligero          |
| G                               | 29–0   | Diego Magdaleno    | TKO  | 2 (12), 2:38  | 10-10-2015 | Manchester Arena, Mánchester, Inglaterra                | Retiene el título mundial de la WBO del peso ligero          |
| G                               | 28–0   | Jose Zepeda        | RTD  | 2 (12), 3:00  | 11-07-2015 | Manchester Velodrome, Mánchester, Inglaterra            | Gana el título mundial vacante de la WBO del peso ligero     |
| G                               | 27–0   | Stephen Ormond     | DQ   | 10 (12), 1:50 | 14-02-2015 | Civic Hall, Wolverhampton, Inglaterra                   | Gana el título WBO Europeo peso ligero.                      |
| G                               | 26–0   | Danny Little       | TKO  | 5 (6), 1:11   | 13-12-2014 | Hillsborough Leisure Centre, Sheffield, Inglaterra      |                                                              |
| G                               | 25–0   | Martin Gethin      | RTD  | 7 (12), 3:00  | 26-07-2014 | Phones 4u Arena, Mánchester, Inglaterra                 | Gana el título vacante Británico peso ligero                 |
| G                               | 24–0   | Yordan Vasilev     | TKO  | 2 (8), 0:17   | 10-05-2014 | Liverpool Olympia, Liverpool, Inglaterra                |                                                              |
| G                               | 23–0   | Gyorgy Mizsel, Jr. | PTS  | 8             | 08-03-2014 | Aintree Racecourse, Aintree, Inglaterra                 |                                                              |
| G                               | 22–0   | Michal Dufek       | PTS  | 6             | 15-11-2013 | Winter Gardens, Blackpool, Inglaterra                   |                                                              |
| G                               | 21–0   | Michael Grant      | TKO  | 2 (6), 1:57   | 05-10-2013 | Sports Centre, Oldham, Inglaterra                       |                                                              |
| G                               | 20–0   | Nate Campbell      | RTD  | 4 (10), 3:00  | 27-04-2013 | Motorpoint Arena, Sheffield, Inglaterra                 |                                                              |
| G                               | 19–0   | Mickey Coveney     | RTD  | 3 (6), 3:00   | 14-12-2012 | Winter Gardens, Blackpool, Inglaterra                   |                                                              |
| G                               | 18–0   | Gary Sykes         | SD   | 3             | 06-10-2012 | Liverpool Olympia, Liverpool, Inglaterra                | Prizefighter 26: lightweight final                           |
| G                               | 17–0   | Derry Mathews      | UD   | 3             | 06-10-2012 | Liverpool Olympia, Liverpool, Inglaterra                | Prizefighter 26: lightweight semi-final                      |
| G                               | 16–0   | Patrick Walsh      | UD   | 3             | 06-10-2012 | Liverpool Olympia, Liverpool, Inglaterra                | Prizefighter 26: lightweight quarter-final                   |
| G                               | 15–0   | Troy James         | UD   | 10            | 22-09-2012 | Bowlers Exhibition Centre, Mánchester, Inglaterra       | Retiene el título Inglés superpluma                          |
| G                               | 14–0   | Dougie Curran      | UD   | 10            | 18-05-2012 | Bowlers Exhibition Centre, Mánchester, Inglaterra       | Retiene el título Inglés superpluma                          |
| G                               | 13–0   | Kristian Laight    | PTS  | 4             | 31-03-2012 | Winter Gardens, Blackpool, Inglaterra                   |                                                              |
| G                               | 12–0   | Scott Moises       | PTS  | 6             | 03-02-2012 | Bowlers Exhibition Centre, Mánchester, Inglaterra       |                                                              |
| G                               | 11–0   | Pavels Senkovs     | PTS  | 4             | 18-12-2011 | De Vere Whites Hotel, Bolton, Inglaterra                |                                                              |
| G                               | 10–0   | Lewis Browning     | PTS  | 6             | 05-02-2011 | Brentwood Centre, Brentwood, Inglaterra                 |                                                              |
| G                               | 9–0    | Stoyan Serbezov    | TKO  | 2 (6), 0:16   | 22-01-2011 | The Dome Leisure Centre, Doncaster, Inglaterra          |                                                              |
| G                               | 8–0    | Dougie Curran      | PTS  | 6             | 21-11-2010 | George H Carnall Leisure Centre, Mánchester, Inglaterra | Gana el título Inglés superpluma                             |
| G                               | 7–0    | Ignac Kassai       | TKO  | 2 (4), 0:29   | 17-09-2010 | Manchester Velodrome, Mánchester, Inglaterra            |                                                              |
| G                               | 6–0    | Csaba Toth         | KO   | 1 (4), 0:43   | 30-05-2010 | Copley Sports Centre, Stalybridge, Inglaterra           |                                                              |
| G                               | 5–0    | Delroy Spencer     | TKO  | 3 (4), 2:50   | 20-12-2009 | De Vere Whites Hotel, Bolton, Inglaterra                |                                                              |
| G                               | 4–0    | Pavels Senkovs     | PTS  | 4             | 31-10-2009 | Leisure Centre, Huddersfield, Inglaterra                |                                                              |
| G                               | 3–0    | Michael O'Gara     | PTS  | 4             | 01-08-2009 | Municipal Hall, Colne, Inglaterra                       |                                                              |
| G                               | 2–0    | Delroy Spencer     | PTS  | 6             | 29-03-2009 | De Vere Whites Hotel, Bolton, Inglaterra                |                                                              |
| G                               | 1–0    | Danny McDermid     | PTS  | 6             | 24-01-2009 | Tower Circus, Blackpool, Inglaterra                     | Professional debut                                           |